# День українського добровольця
День українського добровольця — свято на честь українських добровольців, що відзначається в Україні 14 березня. В цей день 2014 року перші 500 бійців-добровольців Самооборони Майдану прибули на полігон Нові Петрівці для формування першого добровольчого батальйону, з якого згодом був сформований 1 БОП НГУ ім. Кульчицького.

## Заснування
День установлений 17 січня 2017 року Верховною Радою України з метою вшанування мужності та героїзму захисників незалежності, суверенітету та територіальної цілісності України, сприяння дальшому зміцненню патріотичного духу в суспільстві, посиленню суспільної уваги та турботи до учасників добровольчих формувань та на підтримку ініціативи громадськості.
За відповідну постанову № 4261 «Про встановлення Дня українського добровольця» на пленарному засіданні українського парламенту проголосував 231 народний депутат.
Постановою рекомендовано Кабінету Міністрів розробити із залученням громадськості, а також активних учасників добровольчих формувань, які брали участь у Революції гідності (листопад 2013 — лютий 2014), та затвердити в місячний термін із дня прийняття постанови комплексний план заходів з відзначення на державному рівні Дня українського добровольця. Зокрема передбачено проведення щороку заходів із належного вшанування подвигу українських добровольців; проведення у навчальних закладах, військових частинах, закладах культури тематичних заходів, бесід про масові акції громадського протесту в Україні, що відбувалися в листопаді 2013 — лютому 2014 року, та про участь у них добровольчих формувань.

## Перше відзначення

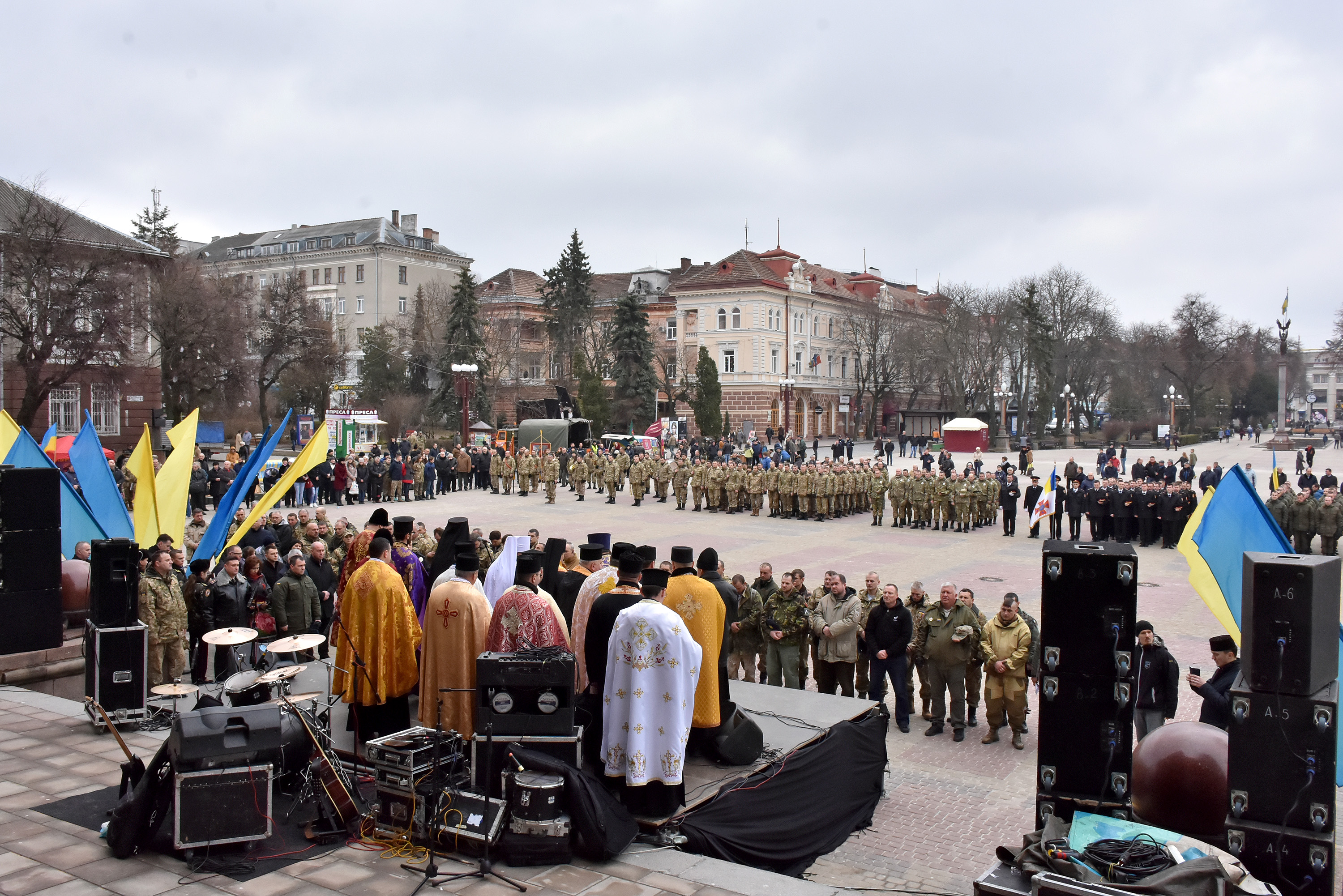
День українського добровольця в Тернополі

14 березня 2017 року по всій Україні відбулися заходи з відзначення Дня українського добровольця.

## Привітання
- Сайт Президента України